# Англезит

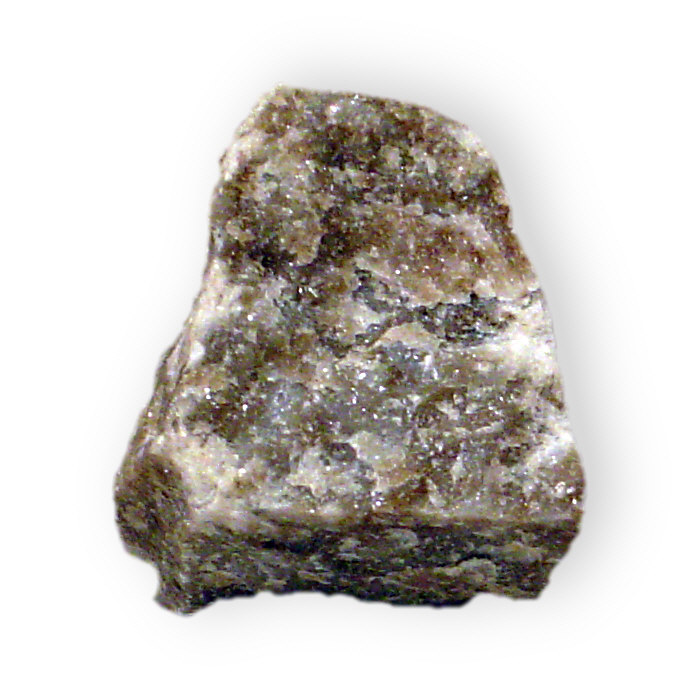
Англезит.

Англезит — мінерал класу сульфатів, сірчанокислий свинець.
Від назви місця першознахідки, острова Англсі у Великій Британії.

## Загальний опис
Хімічна формула: Pb[SO4]. Містить (%): PbO — 73,6; SO3 — 26,4. Містить 68,3 % Pb.
Сингонія ромбічна. Густина 6,38. Твердість 2,5-3,0. Колір білий з різними відтінками, синій з алмазним блиском, також сірий, жовтий, бурий, безбарвний і інш. А. з дрібними включеннями галеніту — чорний. Кристали тонко- і товстотаблитчасті, також утворює масивні зернисті агрегати. Крихкий. Злом раковистий.
Утворюється як вторинний мінерал у зонах окиснення свинцево-цинкових сульфідних родовищ. Дуже часто зустрічається з церуситом. В асоціації — з артроїтом.
В Україні є на Донбасі та Закарпатті. Свинцева руда.

## Різновиди
Розрізняють:
- англезит баріїстий (відміна англезиту з родов. Сьєрра-Горда, Чилі, в якій свинець заміщений барієм у відношенні 5:1);
- англезит мідистий (те ж саме, що й лінарит).